# 扇物語
『扇物語』（オウギモノガタリ）は、西尾維新による青春怪異小説。〈物語〉シリーズの通巻26巻目として講談社BOXレーベルにて2020年10月に刊行された。イラストはVOFANが手掛けている。

## 概要
現代の怪異を描き、『終物語』にて完結し、オフシーズンを経て復活した〈物語〉シリーズ・モンスターシーズンの第四弾。
前作『余物語』に続き、本作には主人公・阿良々木暦（あららぎこよみ）の大学生生活を描くモンスターシーズンの、第六話「おうぎライト」、第七話「おうぎフライト」が収録されている。
「おうぎライト」では、大学生となった主人公・阿良々木暦が、忍野扇（おしのおうぎ）の助言のもと、謝罪に関する怪異現象に対処していく。
「おうぎフライト」は、『余物語』収録の「よつぎシャドウ」に続くモンスターシーズン「撫子編」の第三章。千石撫子（せんごくなでこ）は、専門家の元締め・臥煙伊豆湖（がえんいずこ）の指示により、かつて撫子を呪った同級生への面会を果たす。
パッケージイラストには、学ランのスカートというハイブリッドスタイルの忍野扇が描かれている。モノクロイラストでは扇と撫子が描かれている。

## あらすじ

### おうぎライト
阿良々木暦は、国立曲直瀬（まなせ）大学でできた唯一の友人・食飼命日子（はむかいめにこ）から、心当たりもないのに彼氏から繰り返し謝罪をされるという相談を持ちかけられる。そんな暦も年始に恋人の戦場ヶ原ひたぎ（せんじょうがはらひたぎ）から、謝罪とともに別れ話をされたばかり。異変を感じ取った暦は、怪異のエキスパート・忍野扇に助言を求めるべく地元へ帰る。

### おうぎフライト
専門家の元締め・臥煙伊豆湖の指示により、千石撫子は専門家の修行の一環として、昨年自分を呪った同級生・遠吠哭奈（とおぼえなくな）と砂城寸志（さじょうすんし）のもとを訪れる。その後次なる任務を命ぜられ、物語は佳境へ向かう。

## 登場人物
阿良々木 暦（あららぎ こよみ）
本シリーズの主人公。高校三年生の春休みに吸血鬼となったが、現在はその力の大半が失われており、ほとんど人間に戻っている。私立直江津高校卒業、国立曲直瀬大学入学の半年後、老倉育の住むアパートの隣の部屋に引っ越し、一人暮らしを始める。両親に買ってもらったフォルクスワーゲン・ニュービートルを乗り回す。
忍野 扇（おしの おうぎ）
私立直江津高校の二年生。本作では学ラン姿の男子高校生バージョンで登場。怪異の専門家・忍野メメの姪。暦の裏面。現在は、神原駿河と行動を共にする。今回の騒動の原因である妖魔令（あやまれい）についての知識を暦に共有する。
食飼 命日子（はむかい めにこ）
国立曲直瀬大学の一年生。暗号学を専攻するために数学科に入学する。大学でできた暦の友人。25ものサークルを掛け持ち、広い友好関係を持つ。現在、サークル研究部の二年生と付き合っている。
上洛 落葉（じょうらく おちば）
私立直江津高校の三年生。元陸上部。ボブカットの可愛い系。国立曲直瀬大学法歴史学部を志望する。
彼クン
国立曲直瀬大学の二年生。サークル研究部に所属。食飼命日子の彼氏。私立直江津高校の卒業生。
戦場ヶ原 ひたぎ（せんじょうがはら ひたぎ）
国立曲直瀬大学へと進学した、暦の恋人。女子大生になって髪を染め、メイクに凝るなど垢抜ける。現在、国際色豊かな女子寮で暮らす。本作では、突然暦に謝罪と共に、別れ話を切り出す。
老倉 育（おいくら そだち）
国立曲直瀬大学へと進学した、暦の幼馴染。暦の恋人・戦場ヶ原ひたぎとはそれなりに仲良し。一時、けんかした暦とひたぎの間に入って亀裂を埋める。本作では、突然暦に謝罪を行う。
忍野 忍（おしの しのぶ）
かつて暦を吸血鬼にした女吸血鬼。キスショット・アセロラオリオン・ハートアンダーブレードという600年を生きる怪異の王だったが、現在はその名と力の殆どを失っている。金髪の幼女姿で、暦の車に置かれているチャイルドシートに座らされている。
神原 駿河（かんばる するが）
私立直江津高校の三年生で暦の後輩。かつて女子バスケットボール部を全国大会に導いたスーパースター。
八九寺 真宵（はちくじ まよい）
北白蛇神社の新しい神様。臥煙伊豆湖から神様のトレーニングを受ける。今回、トレードマークの髪型はツインテール。
日傘 星雨（ひがさ ほしあめ)
私立直江津高校の三年生の元女子バスケットボール部キャプテン。暦が地元を離れて数ヶ月でギャル化する。
千石 撫子（せんごく なでこ）
元北白蛇神社の神様。現在は漫画家を目指す中学三年生。現在の髪型はベリーショート。
斧乃木 余接（おののき よつぎ）
死体から作り出された付喪神の童女。本作では、眼帯をして登場。
貝木 泥舟（かいき でいしゅう）
撫子を蛇神から人間に戻した専門家。かつて撫子やその同級生たちがかかった呪いを売り物にしていた詐欺師。
遠吠 哭奈（とおぼえ なくな）
かつて好きだった砂城寸志が撫子に告白したことで、撫子を呪った同級生。現在は呪い返しにより、身体中に無数の穴があいている。
砂城 寸志（さじょう すんし）
かつて撫子に告白し、ふられ、撫子を呪った男の子。
臥煙 伊豆湖 (がえん いずこ)
怪異の専門家の元締め。忍野メメや貝木泥舟といった怪異の専門家達の大学時代の先輩にあたり、何でも見抜いて「何でも知っている」と言ってのける女性。

## 書籍
- 西尾維新（著） / VOFAN（イラスト） 『扇物語』 講談社〈講談社BOX〉、2020年10月28日第1刷発行（同日発売[1]）、ISBN 978-4-06-521158-8